# Parque Municipal y Jardín Botánico de Gütersloh

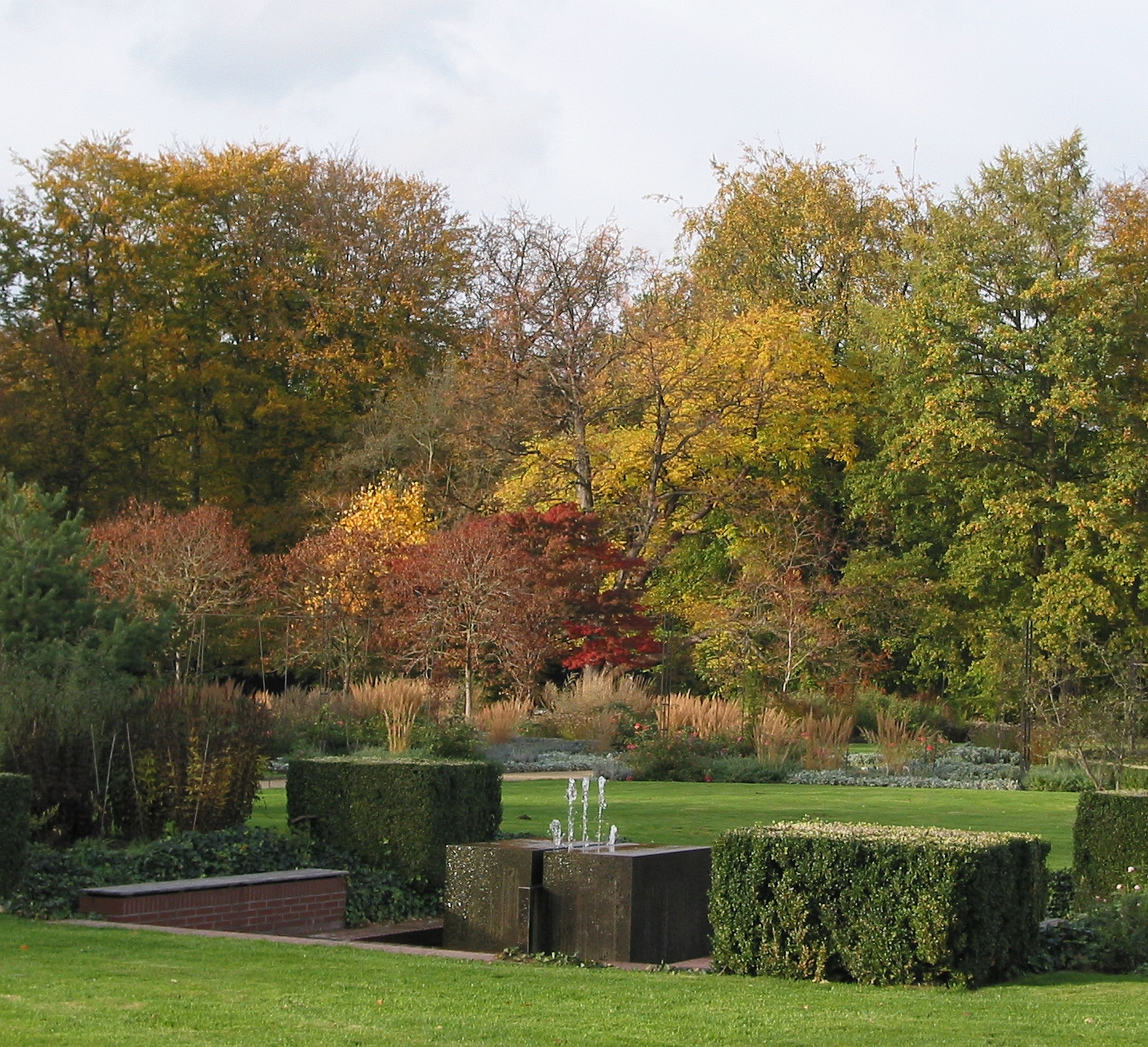
Jardín Botánico

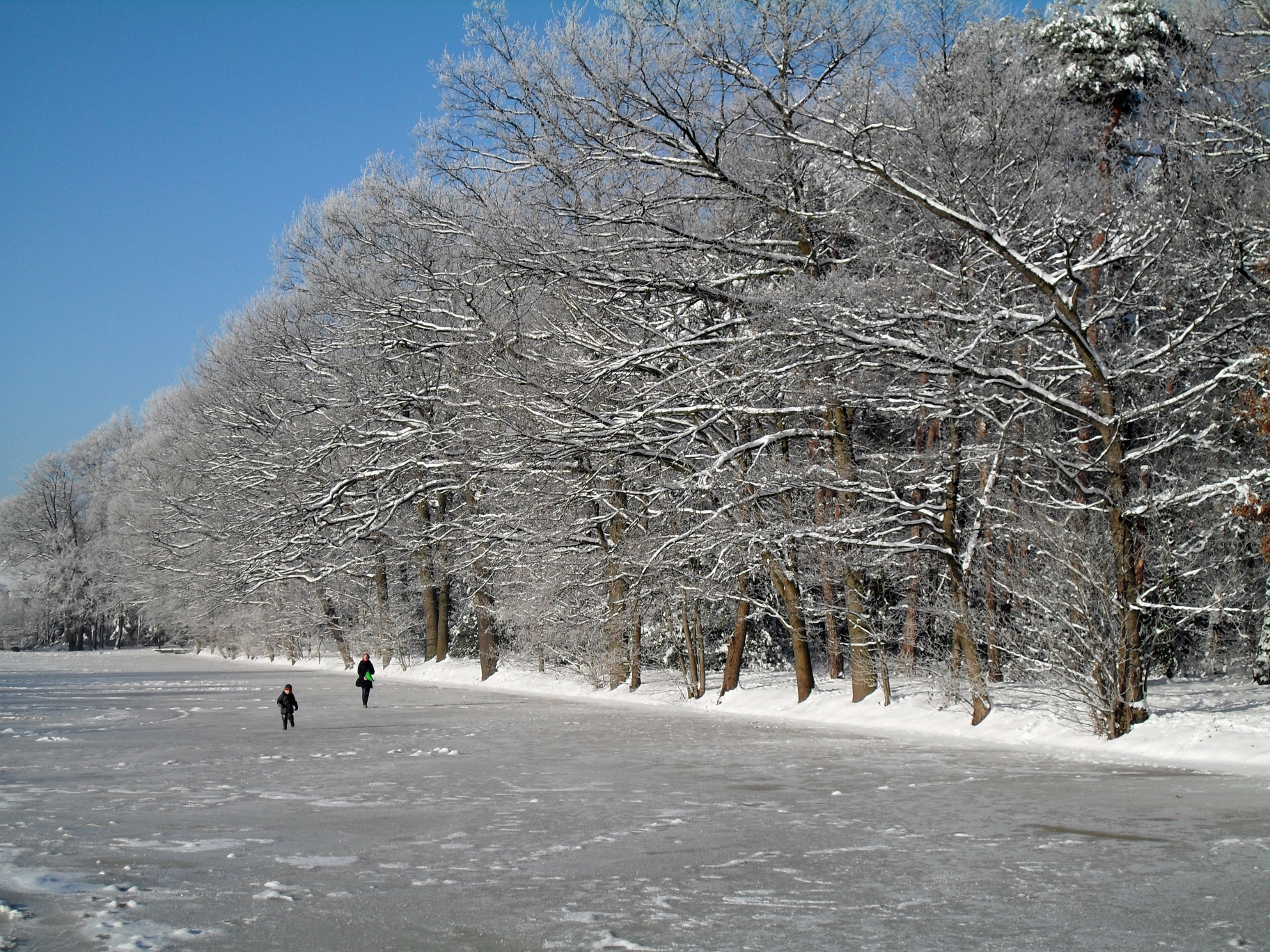
un prado inundable para patinaje sobre hielo en el invierno

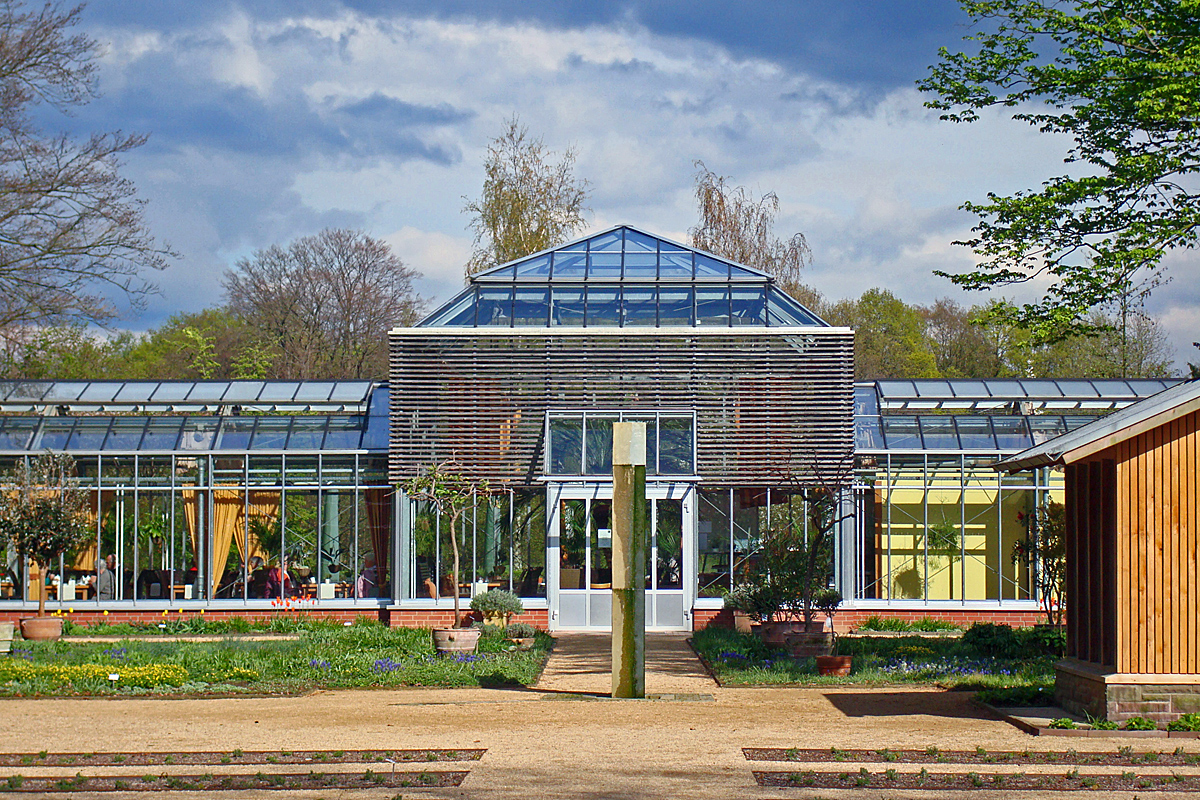
Palmenhauscafé (casa de la palma)

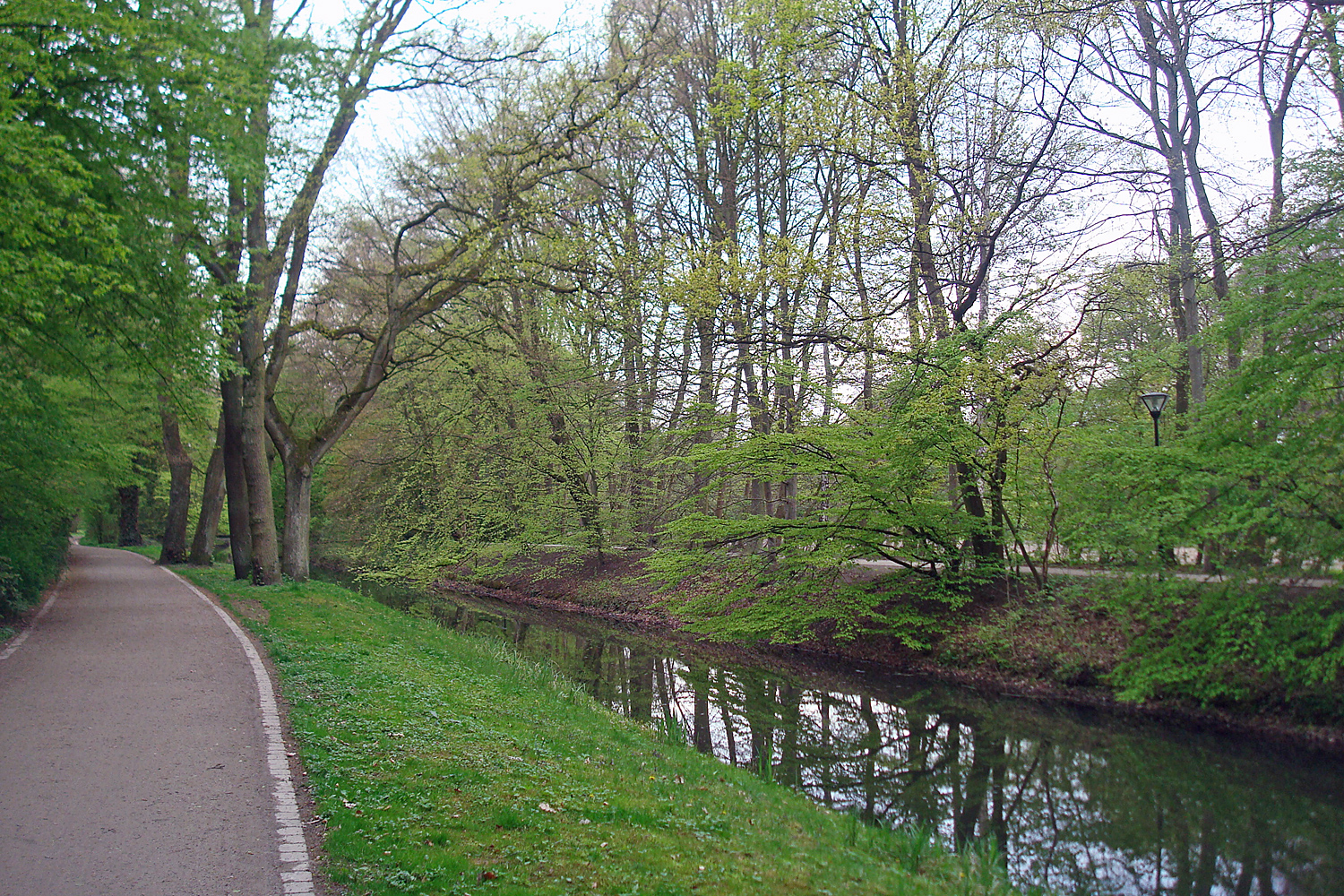
Dalke

El Parque Municipal y Jardín Botánico de Gütersloh en alemán : Stadtpark und Botanischer Garten Gütersloh es un parque municipal de 15.5 hectáreas y jardín botánico de 3 hectáreas que se ubica en Parkstraße 51, Gütersloh, Renania del Norte-Westfalia, Alemania.51°53′52.44″N 8°23′27.6″E / 51.8979000, 8.391000
Es miembro del European Garden Heritage Network y se encuentra abierto a diario gratuitamente.

## Historia
El parque fue creado entre 1906 y 1909 diseñado por el arquitecto de jardines Friedrich Wilhelm Schoedder (1855-1938), siendo agregado el jardín botánico en 1912 a su esquina del noreste.
La "casa de la palma" fue construida en 1938 pero destruida en la Segunda Guerra Mundial; se ha restaurado posteriormente y ahora contiene un café.
La rosaleda fue creada en 1941, seguido por la arboleda de los abedules en 1950, el campo de mini golf en 1960, huerto en 1990, el jardín de hierbas en 1998, y el jardín de las esculturas en el 2000.

## Colecciones
El parque actualmente conserva su diseño original, modelado ampliamente sobre un parque paisajista inglés, con un eje alargado, senderos curvados en amplitud, céspedes, y numerosos árboles, así como un prado inundable para patinaje sobre hielo en el invierno.
El jardín botánico se presenta como jardín de la exhibición, con los lechos florales de diseño geométrico, arcadas, y altos setos de carpes. Un huerto que contiene un gran número de variedades de fruta de la herencia de la zona incluyendo Westfälischer Gülderling y Schöner aus Wiedenbrück.